# Marasmodes
Marasmodes là một chi thực vật có hoa trong họ Cúc (Asteraceae).

## Loài
Chi Marasmodes gồm các loài: